# Біліченко Сергій Олександрович
Сергій Олександрович Біліченко (сценічне псевдо: Белік; нар. 3 січня 1963, Житомир) — український рок-музикант. Гітарист рок-гурту «Друга Ріка» з 1998 року, коли він замінив попереднього гітариста — Тараса Мельничука. Співпраця музиканта із гуртом розпочалася тоді, коли барабанщик гурту — Олексій Дорошенко, привів його на одну з репетицій.

## Цікаві факти
Попри те, що Сергій є повноправним учасником та співавтором пісень гурту, він зазвичай досить рідко бере участь у зйомках відеокліпів та інтерв'ю після 2003 року. З того часу він з'явився у кадрі тільки у трьох відеороботах: «Спи до завтра» (2005), «Ти зі мною (Я здаюсь!)» (2011), «Назавжди (НаНаМаНа)» (2013).